# Nólsoyar Páll
Nólsoyar Páll, egentlig Poul Poulsen Nolsøe (døbt 11. oktober 1766 i Nólsoy, savnet den 1808/1809) er Færøernes nationalhelt. Han var sømand, bådebygger, opfinder, bonde og digter.

## Liv

### Familien
Poul var søn af Súsanna Djónadóttir fra Velbastað og Poul Joensen fra Nólsoy. Han var deres fjerde barn af i alt 7, hvoraf kun én var en pige. Egentlig blev han døbt Poul Poulsen, men ligesom sine andre 5 brødre føjede han øens navn til efternavnet. Hans bror Jacob Nolsøe (1775-1869) var handelsforvalter i Tórshavn, forfatter og politiker. Sammen med broderen Johann lærte han sig tidligt at læse, selvom de ikke fik regelmæssig skolegang.
I dag er der mange mennesker med efternavnet Nolsøe. De er alle efterkommere af Nólsoyar Páll eller hans brødre.

### Sømanden
Efter at have sejlet som skibsfører for et amerikansk købmandshus siden 1791, i hvilken tid han slet ikke så sine fødeøer (men besøgte Marseille og Paris i 1793 og senere Amerika, Vestindien, England, Portugal, Norge, Danmark og mange andre lande), kom han 1798 hjem igen og blev fører for et dansk handelsskib, som sejlede på Færøerne. I dette år boede han i København, hvor han giftede sig med en pige fra hans hjemmeø Nólsoy.

### Bonden
I 1800 opgav Nólsoyar Páll denne virksomhed og bosatte sig ved Klaksvík på Borðoy efter at have indgået sit andet ægteskab i 1801 med Maren Malene Ziska, idet hans første hustru var død kort forinden. Maren Malene Ziska var datter af en velhavende kongsbonde på Borðoy.

### Royndin Fríða
I 1804 køber han sammen med sine to brødre, og vennerne Jacob Jacobsen og Per Larsen på en auktion i Hvalba det engelsk skibsvrag Sally. Vraget slæbes af robåde til Vágur, og på Fløtan Friða byggede de det første færøske dæksfartøj, det 45 fod og 9 kommercelæsters store Royndin Fríða ("det frie forsøg"). Hans formål var at udvikle fiskeriet og uddanne sine landsmænd i søfart og desuden at ophjælpe øerne ved udførsel af deres produkter. Varer, som ikke var opført i handelstaksten, stod det Nólsoyar Páll frit for at ind- og udføre; men med hensyn til de i handelstaksten optagne varer måtte han ansøge handelskommissionen eller, når denne afviste ham, rentekammeret om tilladelse til ud- eller indførsel. Nólsoyar Páll, som ivrigt benyttede enhver lejlighed til at virke for indførelse af frihandel på Færøerne, kom snart på kant med den lokale øvrighed, som anklagede ham for smugleri og gentagne gange sværtede ham til overfor handelskommissionen og rentekammeret. Den Kongelige Danske Monopolhandel bestyredes af en kongelig færøsk og grønlandsk handelskommission i København, der igen var repræsenteret ved handelsforvalteren i Tórshavn.

### Fuglakvæðið
I 1806 blev han indstævnet for en gæsteret i Tórshavn, anklaget for illegal handel. Han blev dog ikke dømt for smugleri, men for en del mindre betydende forseelser. Straks derefter anlagde Nólsoyar Páll sag angående smughandel mod Streymoys sysselmand, som havde været anklager i sagen mod ham selv. Han beskyldte de lokale øvrighedspersoner for at drive smuglhandel i større målestok, men sagen blev under forskellige påskud ikke fremmet. Da digtede Nólsoyar Páll det på hans fødeøer så berømte Fuglekvad (i det færøske sprog), hvor han angriber sine modstandere, idet han indfører dem i rovfugles skikkelse. Selv optræder han i kvadet i en Tjaldurs (strandskades) lignelse (strandskaden værner de små fugle imod rovfuglene). I omkvædet hedder det:
| Færøsk | Lydskrift | Dansk |
| --- | --- | --- |
| Fuglurin í fjøruni við sínum nevi reyða mangt eitt djór og høviskan fugl hevur hann greitt frá deyða, Fuglurin í fjøruni. | [fuglurin ui fjøruni vi suinun nevi reija mangt aitt dsjour o høviskan fugl hevur hann graitt frå deija, fuglurin ui fjøruni] | Fuglen på stranden hvis næb er så rødt Uden den havde mangen en skabning og stolten fugl, døden mødt, Fuglen på stranden. |

Færø-kenderen John F. West skriver om kvadet:
Fuglakvæði (fuglekvadet) er uden tvivl hans mesterstykke. Det er et overordentlig talentfuldt stykke digtekunst, både ved versbygningens kvaliteter og gennem den måde, hvorpå det er lykkedes ham at lade fuglene forblive fugle samtidig med, at de umiskendeligt portrætterer deres menneskelige pendanter. Fuglakvæði er et langt værk – på 229 fireliniede vers, foruden koret, der synges efter hvert vers – men kvadet blev hurtigt sat på repertoiret overalt på øerne, og der foregik en livlig handel med eksemplarer af manuskriptet, der indbragte næsten 1 rigsdaler hver.
Siden har Tjaldrið (strandskaden) været Færøernes nationalfugl. Nólsoyar Pálls efterkommer Sverre Patursson var bl.a. ornitologisk engageret journalist og sørgede for, at Tjaldurs ankomst den 12. marts siden 1943 er blevet fejret som helligdag på Færøerne.

### Martyrium
Da krigen med England udbrød i 1807, og varetilførselen til Færøerne derved blev gjort usikker, stillede Nólsoyar Páll sig til disposition. Han opnåede tilladelse fra kronprinsen (Frederik VI) til at indtage en ladning korn for handelens regning og føre den til Færøerne. Ved hjælp af et rejsepas fra en engelsk admiral lykkedes det ham at slippe forbi de engelske kapere og udlosse sin ladning på Færøerne, hvor der herskede stor nød. På en rejse til København i 1808 blev han overfaldet af en engelsk kaper, mistede sit skib, men opnåede en gunstig modtagelse hos admiralitetet i London. Her fik han et nyt skib, North Star og en kornladning at føre til Færøerne mod løfte om at bringe en ladning af landets produkter tilbage (1809). Han blev set sidste gang den 17. november 1808 på Themsen ved Millwall. Han nåede imidlertid aldrig Færøerne – hvad enten det skyldes, at hans skib er forlist undervejs eller er blevet skudt i sænk af kapere.

## Nationalhelt
Blandt mange af sine landsmænd er Nólsoyar Páll højt skattet dels som den uegennyttigs forkæmper for øernes materielle vel og fremskridt, dels som en af deres betydeligste digtere. Foruden det allerede omtalte «Fuglekvad» har han blandt andet digtet den populære skæmtevise Jákup á Møn (handlende om en uheldig frierfærd, dog anses den af mange som upassende latterliggørelse eller mobning af mindre stærke personer. Nólsoyar Páll var blandt de første, som foretog vaccination på Færøerne (ved successiv indpodning på sit mandskab). For flid i landbruget tilkendte landhusholdningsselskabet ham en sølvmedalje, som imidlertid på grund af hans død aldrig kom ham i hænde.

## Udgaver
- Fuglakvæðið. Udgavelse ved Richard Long. – Tórshavn, 1929. – 39 s. (skolebog)
- Fruntatáttur: ein skemtiríma eftir Nólsoyar Páll við tekningum eftir Zacharias Heinesen. Gøta: Føroya Bank, 1967. – 28 s.
- Jákup á Møn. Tegninger ved Óli Petersen 2. opl. – Tórshavn: Føroya skúlabókagrunnur, 1997. – 38 s. (skolebog)